# Nuoto ai Giochi della XXXII Olimpiade - Staffetta 4x100 metri stile libero maschile
La gara di nuoto della staffetta 4x100 metri stile libero maschile dei Giochi della XXXII Olimpiade di Tokyo è stata disputata il 25 e 26 luglio 2021 presso il Tokyo Aquatics Centre. Vi hanno preso parte 16 squadre nazionali.
La competizione è stata vinta dalla squadra statunitense, formata da Caeleb Dressel, Blake Pieroni, Bowe Becker e Zachary Apple, mentre l'argento e il bronzo sono andati rispettivamente alla squadra italiana, formata da Alessandro Miressi, Thomas Ceccon, Lorenzo Zazzeri e Manuel Frigo, e a quella australiana, formata da Matthew Temple, Zac Incerti, Alexander Graham e Kyle Chalmers.

## Record
Prima della competizione il record del mondo e il record olimpico erano i seguenti:
| Record mondiale | 3'08"24 | Stati Uniti Michael Phelps (47"51) Garrett Weber-Gale (47"02) Cullen Jones (47"65) Jason Lezak (46"06) | 11 agosto 2008 Pechino, Cina |
| Record olimpico | 3'08"24 | Stati Uniti Michael Phelps (47"51) Garrett Weber-Gale (47"02) Cullen Jones (47"65) Jason Lezak (46"06) | 11 agosto 2008 Pechino, Cina |

Nel corso della competizione non sono stati migliorati.

## Programma
| Data           | Ora (UTC+9) | Turno    |
| -------------- | ----------- | -------- |
| 25 luglio 2021 | 20:30       | Batterie |
| 26 luglio 2021 | 12:05       | Finale   |

## Risultati

### Batterie
| Pos. | Batteria | Corsia | Nazione       | Atleti                                                                                                   | Tempo   | Note             |
| ---- | -------- | ------ | ------------- | --- | ------- | ---------------- |
| 1    | 1        | 5      | Italia        | Alessandro Miressi (47"46) Santo Condorelli (47"90) Lorenzo Zazzeri (47"29) Manuel Frigo (47"64)         | 3'10"29 | Q,               |
| 2    | 2        | 4      | Stati Uniti   | Brooks Curry (48"84) Blake Pieroni (47"71) Bowen Becker (47"59) Zachary Apple (47"19)                    | 3'11"33 | Q                |
| 3    | 2        | 5      | Australia     | Cameron McEvoy (49"18) Zac Incerti (47"64) Alexander Graham (48"44) Kyle Chalmers (46"63)                | 3'11"89 | Q                |
| 4    | 1        | 6      | Francia       | Clément Mignon (48"58) Maxime Grousset (47"41) Charles Rihoux (48"27) Mehdy Metella (48"09)              | 3'12"35 | Q                |
| 5    | 1        | 3      | Brasile       | Breno Correia (48"67) Pedro Spajari (48"15) Gabriel Santos (48"43) Marcelo Chierighini (47"34)           | 3'12"59 | Q                |
| 6    | 2        | 6      | Ungheria      | Kristóf Milák (48"56) Szebasztián Szabó (48"44) Richárd Bohus (48"27) Nándor Németh (47"46)              | 3'12"73 | Q                |
| 7    | 2        | 2      | Canada        | Brent Hayden (48"51) Joshua Liendo (47"67) Ruslan Gaziev (49"04) Yuri Kisil (47"78)                      | 3'13"00 | Q                |
| 8    | 1        | 4      | ROC           | Vladislav Grinëv (48"39) Andrej Minakov (47"48) Vladimir Morozov (48"13) Aleksandr Shchegolev (49"13)    | 3'13"13 | Q                |
| 9    | 2        | 3      | Gran Bretagna | Matthew Richards (48"23) James Guy (48"03) Joe Litchfield (49"41) Jacob Whittle (47"50)                  | 3'13"17 |                  |
| 10   | 1        | 7      | Serbia        | Velimir Stjepanović (48"74) Andrej Barna (47"50) Uroš Nikolić (48"94) Nikola Aćin (48"53)                | 3'13"71 | Record nazionale |
| 11   | 1        | 8      | Polonia       | Karol Ostrowski (48"67) Kacper Majchrzak (49"02) Konrad Czerniak (48"51) Jakub Kraska (47"68)            | 3'13"88 | Record nazionale |
| 12   | 2        | 1      | Paesi Bassi   | Nyls Korstanje (49"15) Stan Pijnenburg (47"35) Thom de Boer (49"39) Jesse Puts (48"18)                   | 3'14"07 |                  |
| 13   | 1        | 1      | Giappone      | Katsumi Nakamura (48"56) Shinri Shioura (48"63) Akira Namba (48"66) Kaiya Seki (48"59)                   | 3'14"44 |                  |
| 14   | 2        | 7      | Svizzera      | Roman Mityukov (48"46) Nils Liess (49"17) Noè Ponti (48"62) Antonio Djakovic (48"40)                     | 3'14"65 |                  |
| 15   | 1        | 2      | Grecia        | Andreas Vazaios (48"65) Kristian Gkolomeev (47"95) Odysseus Meladinis (49"69) Apostolos Christou (49"00) | 3'15"29 |                  |
| 16   | 2        | 8      | Germania      | Damian Wierling (48"96) Marius Kusch (48"71) Christoph Fildebrandt (48"72) Jan Eric Friese (48"95)       | 3'15"34 |                  |

### Finale
| Pos.    | Corsia | Nazione     | Atleti                                                                                              | Tempo   | Note             |
| ------- | ------ | ----------- | --------------------------------------------------------------------------------------------------- | ------- | ---------------- |
| Oro     | 5      | Stati Uniti | Caeleb Dressel (47"26) Blake Pieroni (47"58) Bowen Becker (47"44) Zachary Apple (46"69)             | 3'08"97 |                  |
| Argento | 4      | Italia      | Alessandro Miressi (47"72) Thomas Ceccon (47"45) Lorenzo Zazzeri (47"31) Manuel Frigo (47"63)       | 3'10"11 | Record nazionale |
| Bronzo  | 3      | Australia   | Matthew Temple (48"07) Zac Incerti (47"55) Alexander Graham (48"16) Kyle Chalmers (46"44)           | 3'10"22 |                  |
| 4       | 1      | Canada      | Brent Hayden (47"99) Joshua Liendo (47"51) Yuri Kisil (47"15) Markus Thormeyer (48"17)              | 3'10"82 | Record nazionale |
| 5       | 7      | Ungheria    | Kristóf Milák (48"24) Szebasztián Szabó (47"44) Richárd Bohus (47"81) Nándor Németh (47"57)         | 3'11"06 | Record nazionale |
| 6       | 6      | Francia     | Maxime Grousset (47"52) Florent Manaudou (47"62) Clément Mignon (48"01) Mehdy Metella (47"94)       | 3'11"09 |                  |
| 7       | 8      | ROC         | Andrej Minakov (47"71) Vladislav Grinëv (47"94) Vladimir Morozov (48"15) Kliment Kolesnikov (48"40) | 3'12"20 |                  |
| 8       | 2      | Brasile     | Breno Correia (48"69) Pedro Spajari (48"24) Gabriel Santos (48"76) Marcelo Chierighini (47"72)      | 3'13"41 |                  |